# Мелаццо
Мелаццо (итал. Melazzo) — коммуна в Италии, располагается в регионе Пьемонт, в провинции Алессандрия.
Население составляет 1262 человека (2008 г.), плотность населения составляет 64 чел./км². Занимает площадь 20 км². Почтовый индекс — 15010. Телефонный код — 0144.
Покровителем коммуны почитается святой апостол Варфоломей, празднование 24 августа.

## Демография
Динамика населения:

## Администрация коммуны
- Официальный сайт: